# La Ville de la vengeance

La Ville de la vengeance (The Restless Breed) est un western américain d'Allan Dwan, sorti en 1957.

## Synopsis
1865. L'avocat Mitch Baker (Scott Brady) apprend que son père, agent fédéral chargé d'enquêter sur un trafic d'armes à la frontière mexicaine, vient d'être assassiné. Il se rend immédiatement dans la petite ville du Texas où le meurtre a été commis. À peine arrivé, il fait la connaissance du révérend Simmons (Rhys Williams) qui héberge Angelita (Anne Bancroft), une jeune métisse dont il va tomber amoureux. Peu après, le shérif de la ville est assassiné par les hommes de main d'Ed Newton (Jim Davis), le chef du gang organisateur du trafic d'armes. Il s'agit du troisième représentant de la loi abattu en deux mois dans la cité...

## Fiche technique
- Titre original : The Restless Breed
- Réalisation : Allan Dwan
- Scénario : Steve Fisher
- Photographie : John W. Boyle
- Format : Eastmancolor - 1,85 : 1
- Musique : Edward L. Alperson Jr.
- Son : Jack A. Goodrich - Mono
- Décors : Ernst Fegte
- Chorégraphie : Miriam Nelson
- Production : Edward L. Alperson (en)
- Pays d'origine :  États-Unis
- Durée : 86 minutes
- Sortie : mai 1957

## Distribution
- Scott Brady : Mitchell "Mitch" Baker
- Anne Bancroft : Angelita
- Jay C. Flippen : le marshal Steve Evans
- Jim Davis : Ed Newton
- Leo Gordon : Cherrokee
- Rhys Williams : le révérend Simmons
- Scott Marlowe : James Allan
- Myron Healey : le shérif Mike Williams